# Pantera mglista
Pantera mglista, pantera szara (Neofelis nebulosa) – gatunek ssaka, drapieżnego z podrodziny panter (Pantherinae) w obrębie rodziny kotowatych (Felidae), jeden z dwóch w swoim rodzaju obok wydzielonej z niej pantery sundajskiej. Dorównuje wielkością małym lampartom, odróżnia się charakterystycznym umaszczeniem o łatach w kształcie chmur, obrzeżonych czarno od tyłu. Waży od 11 do 23 kg. Zamieszkuje lasy Azji Południowo-Wschodniej. Odpoczywa na drzewach, poluje zwykle na lądzie, zwykle na ssaki średniej wielkości (kopytne, naczelne). Ciąża trwa około 3 miesięcy, po czym matka rodzi od jednego do pięciu kociąt. W niewoli rozmnażanie często kończyło się niepowodzeniem wobec agresji samca. Zwierzę pada ofiarą polowań celem zdobycia skóry i kości, umiera też we wnykach pozostawionych dla innych gatunków. Jest narażone na wyginięcie.

## Budowa

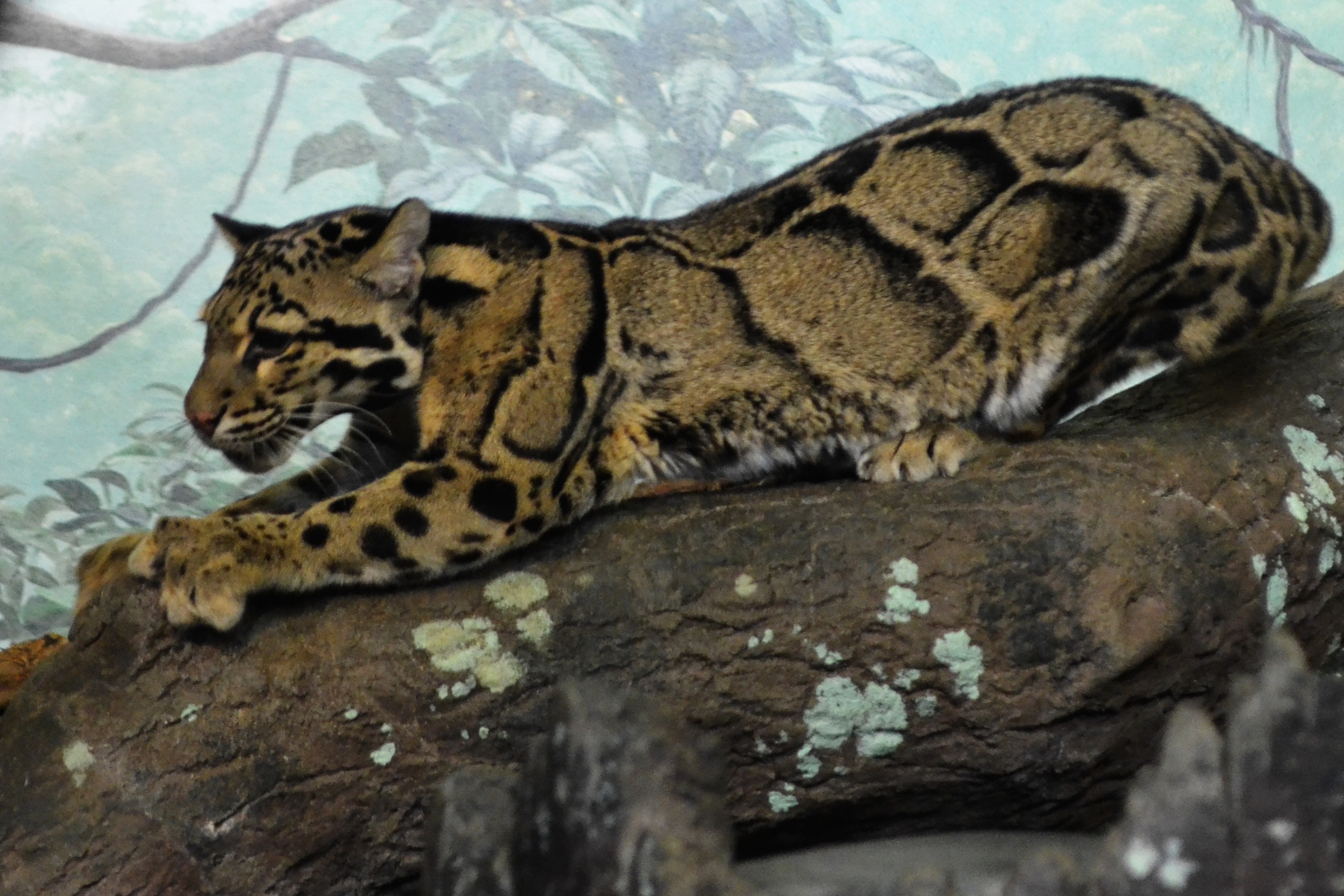
Grzbiet pantery mglistej zdobią asymetryczne znaczenia w kształcie chmur z ciemnym tylnym brzegiem

Pantera mglista jest średnim-dużym przedstawicielem kotowatych. Choć nie dorównuje wielkością największym z nich jak tygrys, już lampartom ustępuje bardzo nieznacznie, zbliżając się do mniejszych ich osobników. Długość głowy i tułowia pantery mglistej mieści się w przedziale od 68,6 do 106,7 centymetra. Towarzyszy temu ogon osiągający od 61 do 84,2 cm długości. Masa ciała mieści się w zakresie od 11 do 23 kg. Występuje dymorfizm płciowy w postaci samców większych od samic, opisywany także u innych kotowatych.
Kolor zdobiący grzbiet zwierzęcia bywa rozmaity, od płowoszarego i brązowego do bladego żółtawobrązowego. Na tym podłożu widnieją wyraźnie widoczne łaty kształtu chmur, przywodzące na myśl także znaczenia lamparcika marmurkowego, mniejszego kotowatego z innej podrodziny. Znaczenia te wykazują wyraźną asymetrię z czarnym tylnym brzegiem w odróżnieniu od znacznie jaśniejszego przodu. Wielkością różnią się istotnie, jako że największe plamy zdobią ramiona zwierzęcia. Plamy te są jednak większe niż plamy pantery sundajskiej. Z kolei na kończynach aż do stóp widnieją czarne ciapki, podobnie jak na spodniej stronie ciała zwierzęcia. Ogon z kolei nosi ciemne pierścienie na grubym futrze.
Czaszka zwierzęcia jest wydłużona. Badacze porównują ją do czaszki małego lamparta bądź pierwotnych machajrodonów (brak tu bliższego pokrewieństwa, a podnoszone podobieństwo wynika raczej z konwergencji). Kotowate mają zwykle 3 parzyste niewielkie siekacze oddzielone krótką diastemą od znacznie lepiej rozwiniętych, zaokrąglonych bądź owalnych w przekroju i ostrych kłów. Kły te u pantery mglistej są bardzo dobrze rozwinięte i bardzo długie względem rozmiarów ciała, najdłuższe z kotowatych być może prócz pantery sundajskiej, biorąc pod uwagę dzisiejszych ich przedstawicieli, a pomijając wymarłe machajrodony. Tak więc kły szczękowe pantery mglistej mogą mierzyć 4 cm bądź nawet jeszcze więcej i właśnie do kłów wymarłych kotów szablozębnych się je porównuje. Dalej kotowate mają zęby przedtrzonowe i trzonowe, w tym te tworzące łamacze. Kotowate zachowały 3 przed trzonowce i tylko jeden ząb trzonowy, w trakcie ich ewolucji od pierwotnych drapieżnych liczba ta zmalała.
Długi tułów utrzymują krótkie kończyny o szerokich stopach. Ciało wieńczy długi ogon. Wydają się te cechy przystosowaniami do częściowo nadrzewnego trybu życia tego kotowatego.

## Systematyka

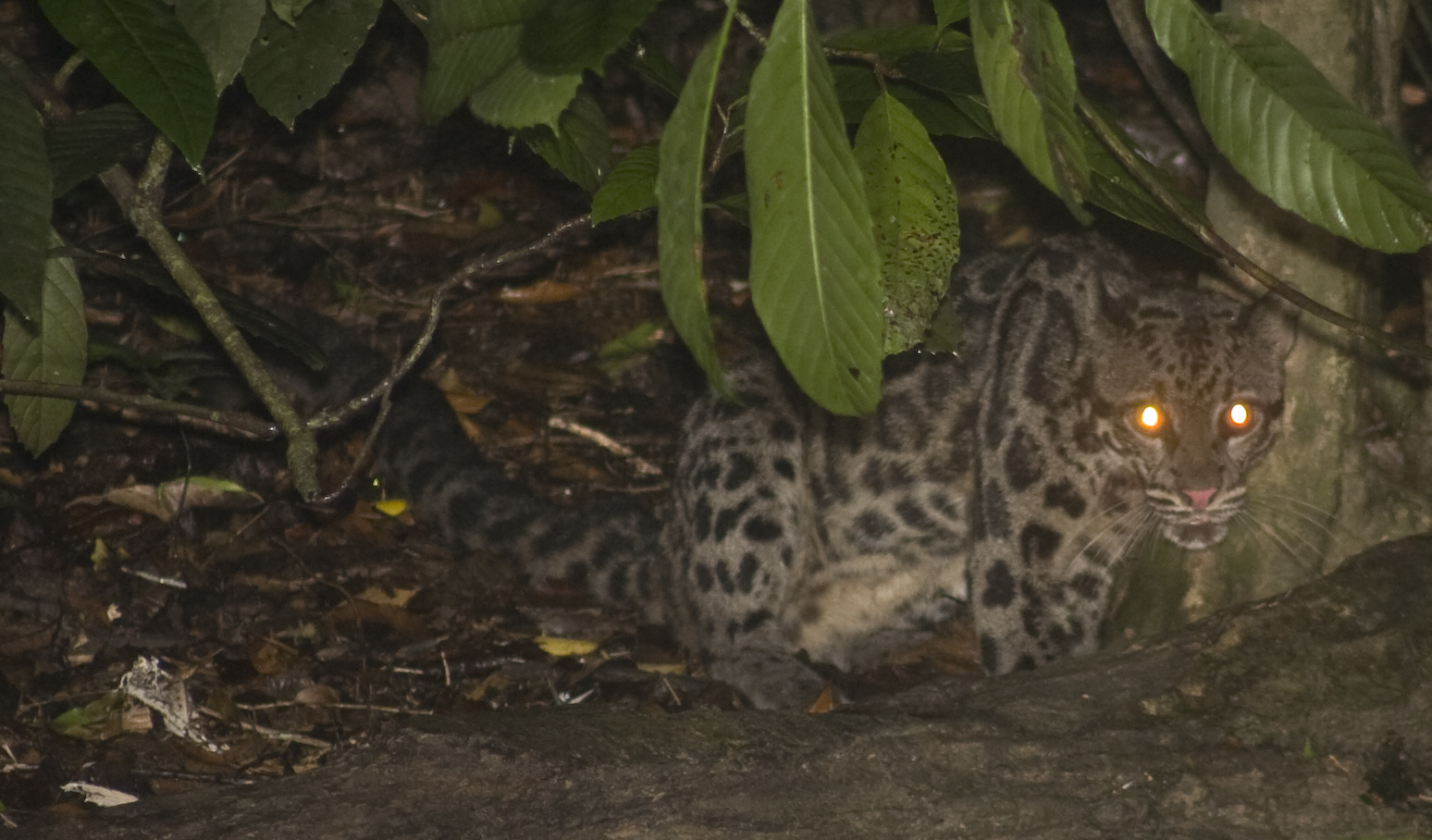
Pantera sundajska uznawana była niegdyś za podgatunek pantery mglistej

Gatunek po raz pierwszy zgodnie z zasadami nazewnictwa binominalnego opisał w 1821 brytyjski przyrodnik Edward Griffith, nadając mu nazwę Felis nebulosa. Oryginalne miejsce typowe nieznane; prawdopodobnie to Guangdong w Chińskiej Republice Ludowej. Holotyp to zwierzę z Exeter Change w Londynie. Na okaz składała się skóra przerobiona na kapelusze, obecnie zaginiona. Neotyp to mały, ale dorosły samiec (nieznacznie pofałdowana skóra oraz dobrze zachowane czaszka i żuchwa) o sygnaturze BM 1955.1644 z kolekcji sekcji teriologicznej w Muzeum Historii Naturalnej w Londynie. Okaz typowy został zebrany przez brytyjskich zoologów Herberta Christophera Robinsona i Cecila Bodena Klossa 20 marca 1919 roku w małej wiosce rybackiej Taran (10°35′N 99°14′E/10,583333 99,233333) w prowincji Chumphon w Tajlandii.
Początkowo uważano, że pantery mgliste występują także na Sumatrze i Borneo. Jednak badania morfometryczne i następnie przeprowadzone w 2007 roku badania materiału genetycznego obu panter wykazały znaczne różnice i pantery żyjące na wyspach zostały uznane za odrębny gatunek, nazwany panterą sundajską (Neofelis diardi). Wyróżnienie podgatunków (nebulosa i macrosceloides) wymaga dodatkowych analiz. Opisywano też N. n. brachyura, być może on już wymarły. Autorzy Illustrated Checklist of the Mammals of the World uznają ten gatunek za monotypowy.

### Etymologia
- Neofelis: gr. νεος neos „nowy”; rodzaj Felis Linnaeus, 1758 (kot)[23].
- nebulosa: łac. nebulosus „mglisty, pochmurny, ciemny”, od nebula „chmura, mgła”[24].

## Tryb życia

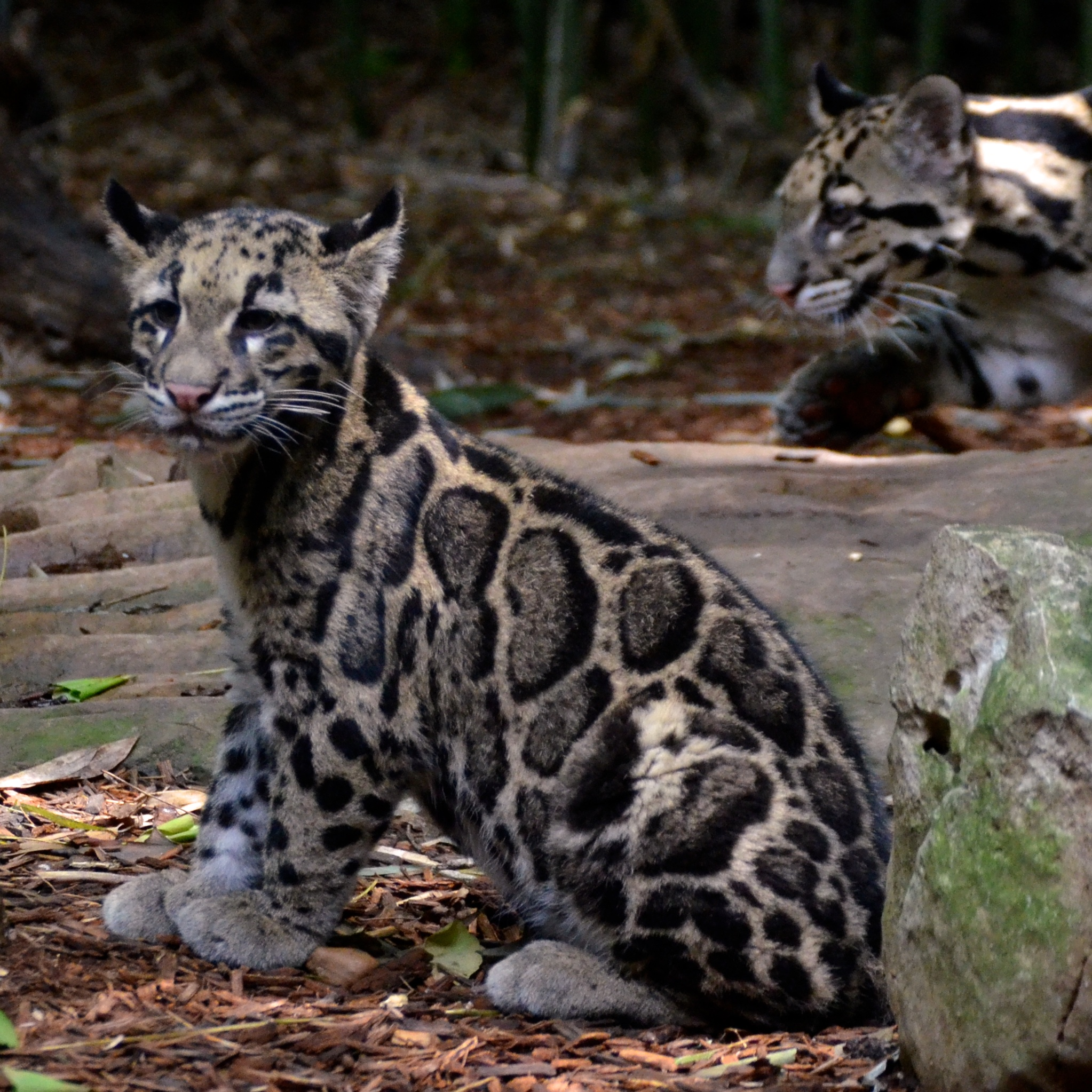
Kocię

Pantera mglista prowadzi częściowo nadrzewny tryb życia. Na drzewach zwłaszcza odpoczywa, a przemieszcza się z kolei na ziemi. Pantera mglista i ocelot nadrzewny są jedynymi przedstawicielami kotowatych, które potrafią schodzić z drzewa biegiem głową w dół.
Aktywna jest nocą w pierwszej kolejności, ale zachowywać aktywność może także za dnia. Badania tajlandzkie wskazały na aktywność w 35 do 40% obserwacji za dnia, 85% o zmierzchu i 60% w nocy. Najmniejsza aktywność śledzonych zwierząt przypadała na okres około południa pomiędzy jedenastą a czternastą i następnie na godziny przed świtem pomiędzy drugą a piątą w nocy.
Dane dotyczące terytorium również są skąpe. Dotyczą właściwie pojedynczych osobników. Areał jednej z samic oszacowano na 33,3 km², samca zaś na 36,7 km². Dane te zdają się jednak Sunquistom niedoszacowane zwłaszcza w tym drugim przypadku. Zwierzę znaczy swe terytorium moczem i wydzieliną gruczołów. W tym ostatnim celu kotowate te pocierają się bądź tarzają. Z kolei badania moczu wykazały w nim 30 substancji lotnych. Najliczniejsze były fenol, heptan-4-on, oksym metoksyfenylowy, benzaldehyd, 3,4-dimetyloheksan-2-on. Niektóre substancje Das i inni znaleźli wyłącznie latem, tu wymieniają 6-metyloheptan-2-on, bis(metylosulfanylo)metan, octano-2,3-dion, 1-fenylobut-1-en, pentadekan-3-on, heksanoan heksanoilu, heksan-1-ol, heptan-1-ol, oktan-1-ol, 1,3-dichlorobenzen, okt-1-en-3-ol, trans-2-pinanol, nonanal i cykloheksanon. Wykryto też specyficzne rozgałęzione długołańcuchowe kwasy tłuszczowe.
Rozród pantery mglistej opisywano głównie w niewoli, przy czym rozmnażanie tego zwierzęcia kończyło się często niepowodzeniem. Mianowicie dochodziło do agresji fizycznej ze strony samca wobec samicy. O ile w przypadku kotowatych samiec podczas kopulacji przytrzymuje samicę, gryząc ją w okolicy karku, niekiedy już pod sam koniec stosunku, w przypadku kopulujących w niewoli panter mglistych dochodziło wtedy do zabicia samicy. Skuteczny rozród udawał się tylko wtedy, kiedy samiec i samica znały się od dzieciństwa, chowane razem przynajmniej przez kilka tygodni.
Długość ciąży wynosi od 85 do 119 dni, najprawdopodobniej mieszcząc się w przedziale pomiędzy 88 a 95 dni. Następnie przychodzi na świat miot od jednego do 5 młodych. Najczęściej jest ich od 2 do 3. Matka karmi je mlekiem swych gruczołów mlekowych, a stały pokarm zaczynają one przyjmować od siódmego do dziesiątego tygodnia życia. Mając natomiast od 11 do 14 tygodni, zaprzestają ssać swoją matkę. Dojrzałość płciową osiągają w wieku 20-30 miesięcy.

## Rozmieszczenie geograficzne
Pantera mglista występuje w silnie rozdrobnionych populacjach w strefie subhimalajskiej w Nepalu przez północno-wschodnie Indie, południową Chińską Republikę Ludową i Indochiny. Niegdyś zasiedlając rozległe tereny w Chinach, na skutek rabunkowej eksploatacji środowiska dzisiaj ogranicza się w tym kraju do prowincji Junnan i zajętego przez Chińczyków Tybetu. Zamieszkuje tereny od poziomu morza do wysokości 3500 m powyżej niego.
Postulowanym podgatunkom przypisuje się następujące rozmieszczenie. Podgatunek nominatywny zamieszkiwać ma południowe Chiny oraz Indochiny, podczas gdy podgatunek N. n. macrosceloides zamieszkuje strefę subhimalajską od Birmy do Nepalu.

## Ekologia

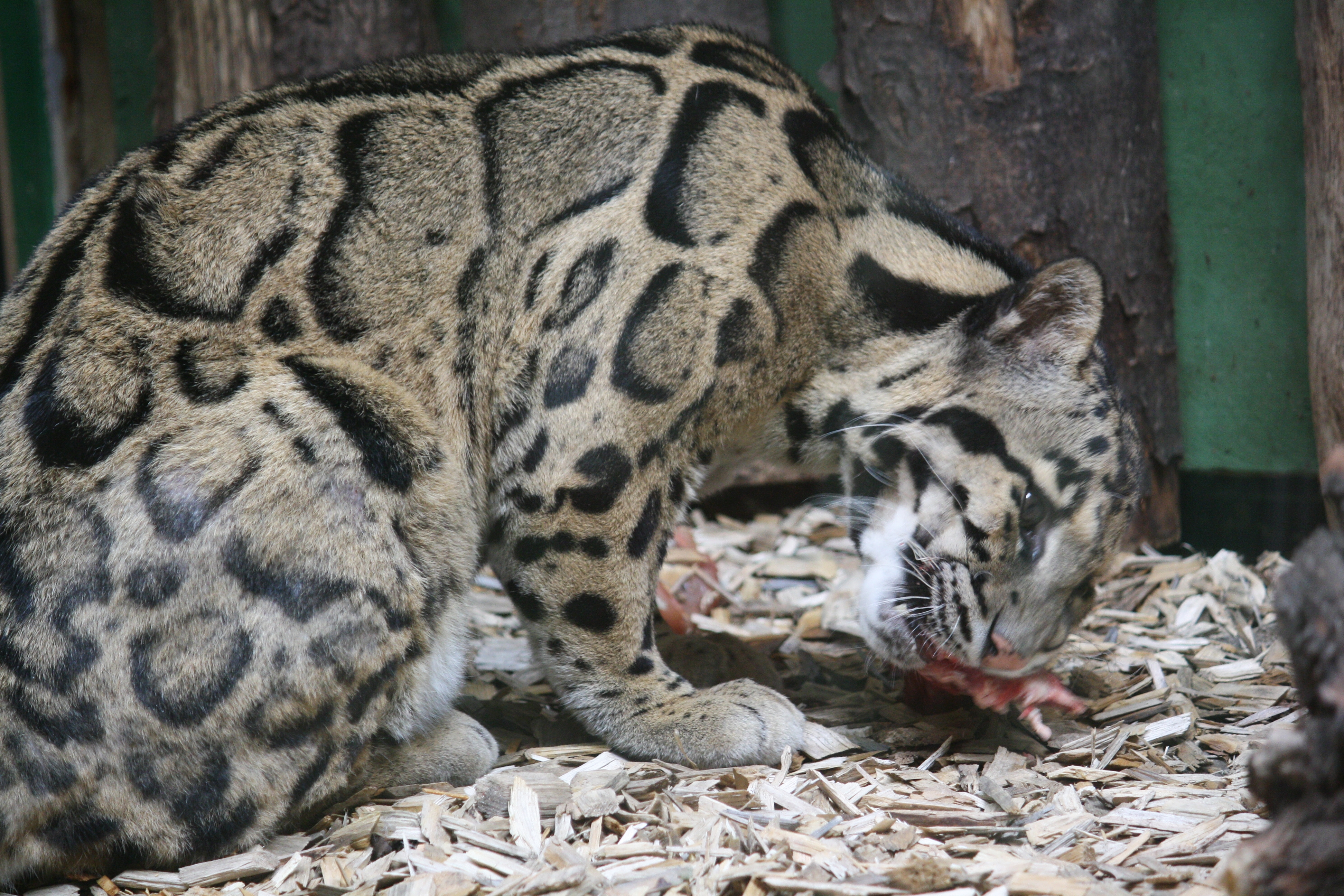
Jak inne kotowate, pantera mglista jest hiperdrapieżnikiem

Wymagania środowiskowe pantery mglistej nie zostały dobrze poznane przez naukę. Zasiedla ona zwykle pierwotne wiecznie zielone lasy tropikalne. Preferuje prawdopodobnie gęsty las, o czym świadczą dane z dwóch zaobrączkowanych zwierząt śledzonych w Tajlandii. z kolei w Nepalu napotkano prawie dorosłego samca w suchym terenie zadrzewionym. Osobnik ten, później śledzony, przebywał także w lesie pozostającym wzgórza i na terenach porosłych wysoką trawą. Inne doniesienia mówią o otwartych lasach tropikalnych, a także lasach wtórnych oraz bagnach mangrowych. Niemniej autorzy Handbook of the Mammals of the World traktują te doniesienia jako anegdotyczne.
Zagęszczenie populacji jest niskie. Na 100 km² przypada między 0,3 a 5,14 osobnika.
Kotowate zaliczają się do hiperdrapieżników, zwierząt ekstremalnie przystosowanych do pożywienia się tylko i wyłącznie pokarmem zwierzęcym. Nie stanowi tu wyjątku także pantera mglista. Poluje ona na różnorodną zdobycz, której poszukuje na ziemi i na drzewach, prawdopodobnie jednak bardziej na ziemi, gdzie też podróżuje. Wymienia się wśród tej zdobyczy świnię brodatą, młode sambary jednobarwne, mundżaki, kanczyle, jeżozwierze, a nawet wiwerowate czy naczelne. Wśród naczelnych autorzy wymieniają nosacze, makaki krabożerne i orientalne, jak i langury. W razie możliwości pantera mglista nie waha się polować także na zwierzęta udomowione przez człowieka, wśród których wymienia się świnie, kozy, a także i drób.

## Zagrożenia i ochrona

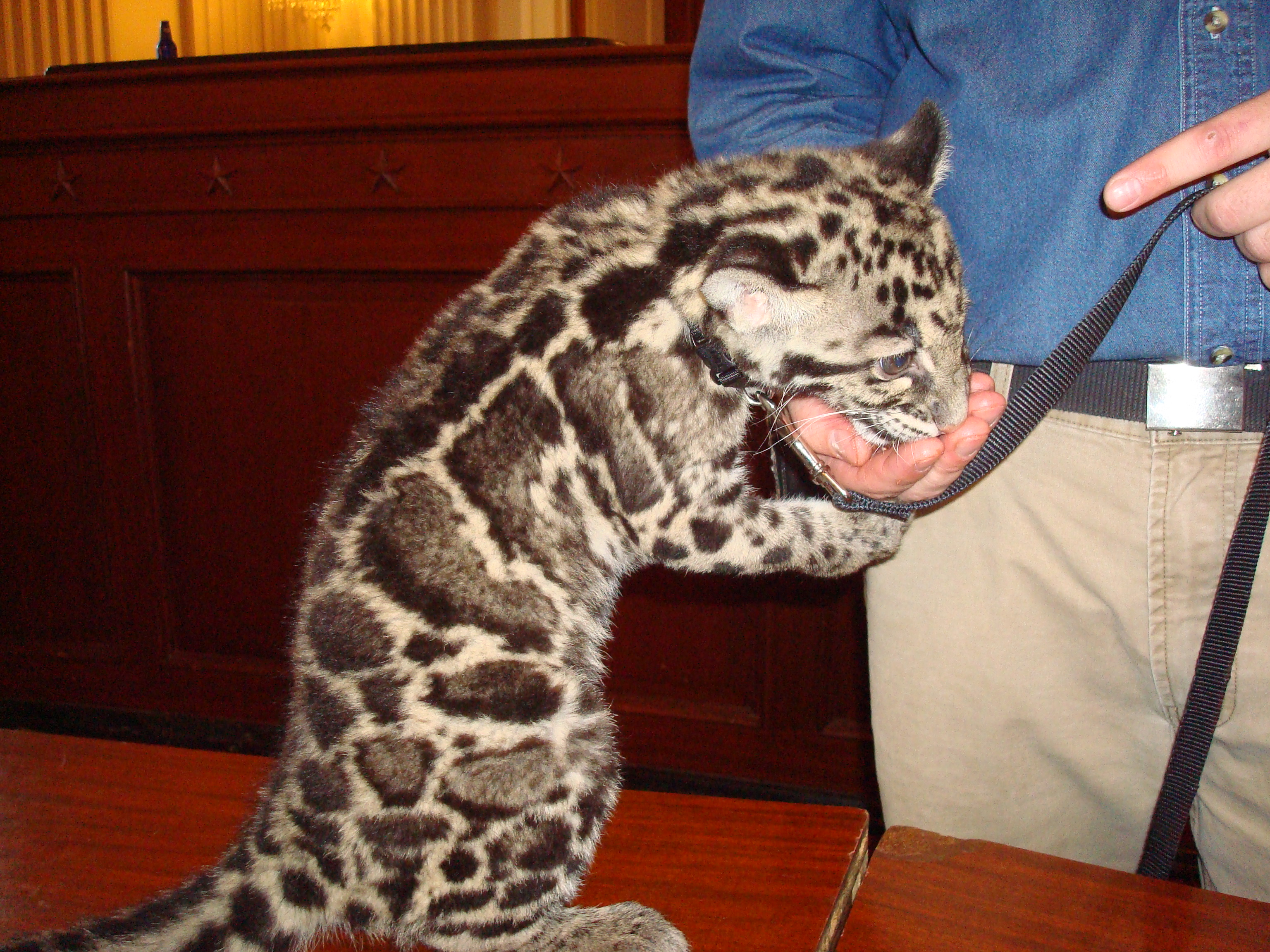
Zwierzę bywa hodowane przez człowieka

IUCN wskazuje trudności w oszacowaniu całkowitej liczebności populacji. Całkowita liczebność gatunku obniża się. Spadek w przeciągu 3 pokoleń przekracza 30%, wynosząc prawdopodobnie 32,5%. Liczba osobników dorosłych szacowana przez IUCN jest na między 3700 a 5580 zwierząt. Pod koniec XX wieku 60% populacji żyło w państwach takich jak Laos, Birma, Chiny, Kambodża, Wietnam, Bangladesz i w nich prawdopodobnie spadek liczebności wynosi minimum 45%. Na Malezję przypadało 15% populacji, a spadek wyniósł jedną piątą. W Tajlandii, Bhutanie, Indiach i Nepalu ubyło co dziesiątego osobnika.
IUCN rozpoznała gatunek w 1986 jako narażony na wyginięcie, co powtarzano w kolejnych ocenach w 1988, 1990, 1994, 1996, 2002, 2008, 2015, 2016 i w ostatniej ocenie opublikowanej w 2021. Obejmuje go pierwszy załącznik CITES.
W 2013 roku po blisko trzynastu latach poszukiwań, zespół tajwańskich zoologów potwierdził wymarcie gatunku w naturalnym środowisku na Tajwanie.
Na zwierzę poluje się, także nielegalnie. Jest ono obiektem polowań celem zdobycia skóry sprzedawanej następnie na targach. Ponadto kości panter mglistych używa się jako zamiennika stosowanych w medycynie ludowej kości tygrysa. Ochrona tego ostatniego i ograniczanie handlu jego osobnikami spowodowało przerzucenie się na kości innych dzikich kotów, także pantery mglistej. Umiera ona także we wnykach zakładanych celem zabicia innych gatunków. Szkodzi jej także niszczenie siedlisk, zwłaszcza wylesianie.
W Bhutanie, Indiach i Nepalu zwierzę występuje w licznych i dobrze zarządzanych terenach objętych ochroną.
Panterę mglistą od dawna trzymano w niewoli. W Indiach rozpoczęto próby rozrodu zwierzęcia w niewoli. Starania takowe często kończyły się niepowodzeniem. Samce często zabijały nieznane sobie samice. Z kolei rozród metodą wspomaganą utrudnia niska jakość pozyskiwanego od samca nasienia.